# آب محبوس
آب محبوس (به انگلیسی: Connate water) آب حبس شده در شکاف‌ها که از نظر زمین‌شناسی با سنگ‌زایی یا تشکیلات مجاور خود، هم سن بوده و اغلب دارای کیفیت نامناسب برای مصارف متداول مانند: آشامیدن‏، صنعت و کشاورزی می‌باشد.